# Selenian sodu
Selenian sodu, Na
2SeO
4 – nieorganiczny związek chemiczny z grupy selenianów, sól kwasu selenowego i sodu.
Bezwodny selenian sodu tworzy bezbarwne kryształy, natomiast w postaci dekahydratu (Na
2SeO
4·10H
2O) – białe. Związek ten jest rozpuszczalny w wodzie. Można go otrzymać w reakcji selenu z wodorotlenkiem sodu. Powstaje również jako produkt przejściowy w trakcie jednej z metod otrzymywania selenu z tzw. szlamu anodowego podczas procesu elektrorafinacji miedzi.
Jest wykorzystywany przy produkcji szkła, gdzie służy do jego odbarwienia (z powodu obecności śladowych ilości żelaza(II) i żelaza(III) szkło może mieć zielonkawy kolor) bądź do barwienia szkła na różowo. Stosowany jest także jako dodatek do pasz i nawozów. Ponadto, z uwagi na wysoką toksyczność wobec owadów (sięgającą 10 mg/kg), jest używany jako składnik biocydów przeciw roztoczom, mszycom i wełnowcowatym.